# Carlos Ramacciotti
Carlos Ramacciotti (Rosario, Santa Fe, Argentina, 29 de mayo de 1955) es un exjugador de fútbol y director técnico  argentino. Actualmente se encuentra libre.

## Trayectoria

### Como jugador
| Club                                 | País      | Año       |
| ------------------------------------ | --------- | --------- |
| Newell's Old Boys                    | Argentina | 1973-1974 |
| Godoy Cruz                           | Argentina | 1974      |
| Atlético Ledesma de Jujuy            | Argentina | 1975      |
| Club Atlético Central Norte de Salta | Argentina | 1976-1981 |
| Renato Cesarini                      | Argentina | 1982-1983 |

### Como técnico
- Datos actualizados al último partido dirigido el 26 de agosto de 2023.

| Club                        | País      | Año       | PJ          | PG          | PE          | PP          | Efectividad |
| --------------------------- | --------- | --------- | ----------- | ----------- | ----------- | ----------- | ----------- |
| Renato Cesarini             | Argentina | 1984-1987 | Desconocido | Desconocido | Desconocido | Desconocido | Desconocido |
| Central Córdoba             | Argentina | 1988-1991 | 84          | 28          | 26          | 30          | 43.65%      |
| Belgrano                    | Argentina | 1991-1992 | 41          | 13          | 20          | 8           | 47.97%      |
| Ferro Carril Oeste          | Argentina | 1992-1993 | 39          | 10          | 19          | 10          | 41.88%      |
| Gimnasia y Esgrima La Plata | Argentina | 1993      | 6           | 3           | 3           | 0           | 41.88%      |
| Deportivo Cuenca            | Ecuador   | 1996      | Desconocido | Desconocido | Desconocido | Desconocido | Desconocido |
| América de Cali             | Colombia  | 1998      | 22          | 8           | 7           | 7           | 46.97%      |
| Aldosivi                    | Argentina | 1998-1999 | 19          | 5           | 5           | 9           | 35.09%      |
| Independiente Rivadavia     | Argentina | 1999      | 16          | 2           | 6           | 8           | 25.00%      |
| Blooming                    | Bolivia   | 2000      | 6           | 2           | 2           | 2           | 44.44%      |
| El Nacional                 | Ecuador   | 2001      | 9           | 4           | 0           | 5           | 44.44%      |
| Belgrano                    | Argentina | 2001      | 17          | 5           | 8           | 4           | 45.10%      |
| Gimnasia y Esgrima La Plata | Argentina | 2002-2003 | 67          | 25          | 22          | 20          | 48.26%      |
| Lanús                       | Argentina | 2004      | 35          | 10          | 13          | 12          | 40.95%      |
| Belgrano                    | Argentina | 2005-2006 | 39          | 14          | 12          | 13          | 49.58%      |
| Nueva Chicago               | Argentina | 2007      | 9           | 4           | 1           | 4           | 48.14%      |
| Gimnasia y Esgrima de Jujuy | Argentina | 2007-2008 | 10          | 0           | 4           | 6           | 13.33%      |
| Defensa y Justicia          | Argentina | 2009-2010 | 23          | 9           | 6           | 8           | 47.83%      |
| Oriente Petrolero           | Bolivia   | 2012      | 12          | 7           | 2           | 3           | 63.89%      |
| San Martín de Tucumán       | Argentina | 2012-2013 | 8           | 3           | 3           | 2           | 50.00%      |
| Sportivo Belgrano           | Argentina | 2014      | 21          | 13          | 2           | 6           | 65.07%      |
| León de Huánuco             | Perú      | 2015      | 18          | 6           | 4           | 8           | 33.33%      |
| Juventud Unida              | Argentina | 2016-2017 | 29          | 10          | 10          | 9           | 45.97%      |
| Sport Huancayo              | Perú      | 2019      | 35          | 19          | 9           | 7           | 62.86%      |
| Cusco F. C.                 | Perú      | 2020-2021 | 21          | 7           | 10          | 4           | 49.20%      |
| U. T. C.                    | Perú      | 2023-2024 | 31          | 7           | 11          | 13          | 34.41%      |
| Total                       | Total     | Total     | 643         | 224         | 209         | 210         | 45.67%      |

## Palmarés
| Logro                    | Club                        | Temporada |
| ------------------------ | --------------------------- | --------- |
| Ascenso Nacional B       | Central Córdoba (R)         | 1990      |
| Ascenso Primera División | Belgrano                    | 2005-06   |
| Campeón Copa Centenario  | Gimnasia y Esgrima La Plata | 1993      |
| Finalista                | Aldosivi                    | 1997-1998 |